# 알렉산드르 볼로셰프
알렉산드르 알렉산드로비치 볼로셰프(러시아어: Алекса́ндр Алекса́ндрович Болошев, 1947년 3월 12일 ~ 2010년 7월 16일)는 소련의 농구 선수로 포지션은 파워 포워드이다. 디나모 모스크바와 소련 농구 국가대표팀에서 활동했으며, 올림픽에서 금메달 1개, 세계 선수권 대회에서 금메달 1개, 유럽 선수권 대회에서 금메달 2개를 획득했다.